# 水田正秀
水田 正秀（みずた まさひで、明暦3年（1657年） - 享保8年8月3日（1723年9月2日））は、江戸時代前期から中期にかけての俳人。近江蕉門の一人、菅沼曲水の伯父と伝えられる。通称を利右衛門、別に竹青堂・節青堂・清庵などと号す。

## 生涯
明暦3年（1657年）、近江国膳所に生まれ、代々正秀を名乗った。遠藤曰人が記した「蕉門諸生全傳」において「正秀は膳所の町人伊勢屋孫右衛門」と伝えているが、中村光久が編んだ「俳林小傳」では「膳所藩中物頭、曲翠の伯父なり」とある。正秀死去後編された正秀追悼集「水の友」の序文より考えれば、膳所藩内で相当重い地位を占めていたと考えられる。
正秀は若い頃竹内三段位に和歌を習い、後に初期近江蕉門の一人江左尚白に師事した。元禄元年（1688年）、自分の蔵が類焼した際正秀が「蔵焼けて さはるものなき 月見哉」と詠み平然としていたことを松尾芭蕉が聞き、「是こそ風雅の魂なれ」「その者ゆかし」と言い、便りを行き来することになり、師弟の契りが結ばれた。
元禄3年（1690年）7月に芭蕉の正秀宛の書簡には「又々色々御取揃え芳慮にかけられかたじけなく」と記され、同年9月の書簡では「貴境旧里のごとく（ここ（膳所）こそ故郷ごとく思われ‥」「立帰り立帰り御やつかひに（何度でも戻ってきてご厄介になる）」と書き、正秀が金銭面などで芭蕉を支援していたことがわかる。また、元禄4年（1691年）1月の書簡では「粟津草庵（後の無名庵）のこと、先づは御深切の至り、かたじけなく存じ候。とかく拙者浮雲無住の境界大望ゆゑ、かくのごとく漂泊致し候あひだ、その心にかなひ候やうに御取り持ち頼み奉り候。必ずとこれにつながれ、心を移し過ぎざるやうのことならば、いかやうとも御指図かたじけなかるべく候。しばらく足のとどまる所は、蜘蛛の網の風の間と存じ候へば、足駄蔵も蔵ならず候。さすがの御仁に申すもくどく候へば、うちまかせ候」と建築中の草庵（無名庵）を簡素にするよう正秀に依頼しており、義仲寺内にあった「無名庵」は正秀が中心となり支援し建てたものであることがわかる。元禄4年（1691年）仲秋に舟を湖上に浮かべて月光を愛でた時、芭蕉は「月見の譜」の中で「琵琶湖に月見んとて、しばらく木曽寺（義仲寺）に旅寝して膳所松本の人々を催す」と記し、無名庵で遊ぶ姿を伝えている。

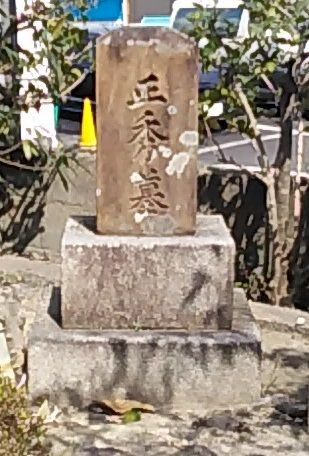
水田正秀の墓(大津市竜が丘俳人墓地)

元禄7年10月12日（1694年11月28日）に芭蕉が死去し、三回忌が過ぎた元禄10年（1697年）頃正秀は公務を辞し、山城伏見の里に隠棲した。膳所に戻った後、元禄15年（1702年）濱田洒堂（珍夕）と共に句集「白馬集」を編む。享保8年（1723年）8月、窪田松琵等の正秀門下を集め「行時は 月にならひて 水の友」と辞世を残し、3日死去した。墓所は竜が丘俳人墓地。なお、一時大津の松本に住し、医を業としたとの話もある。
筑前の松尾芭蕉門人荒巻助然がお伊勢参りの道すがら、膳所に正秀を訪れた際の逸話、「ある茶店に腰うちかけて湖上の月に時を過ごしてゐる折から、酒に酔ひて声高に罵りつつ行過ぐるを「その男こそ正秀よ」と教えられて名乗りかけ、打ちつれて正秀の茅屋に寝した」が残され、また丈草の書簡には正秀が毎日酔いつぶれているような記述がある。正秀は酒を好み風流を愛する人であった。

## 著作他
- 句集「白馬集」
- 句集「栗雀」
- 正秀追悼集「水の友」

- 代表作（句）

飛び入りの 客に手を打つ 月見かな
畦道や 苗代時の 角大師
鑓持の 猶振たつる しぐれ哉
猪に 吹かへさるゝ ともしかな
澁糟や からすも喰はず 荒畠
月待や 海を尻目に 夕すヾみ
刀さす 供もつれたし 今朝の春
なぐりても 萌たつ世話や 春の草
春の日や 茶の木の中の 小室節
白雨や 中戻りして 蝉の聲